# CONCACAF Gold Cup 2023/Finalrunde
Die Finalrunde des CONCACAF Gold Cups 2023 begann am 8. Juli 2023 mit dem Viertelfinale und endete mit dem Finale am 16. Juli 2023. An der Finalrunde nahmen die jeweiligen Gruppensieger und Gruppenzweiten teil.

## Spielplan
|  | Viertelfinale | Viertelfinale |         |       | Halbfinale | Halbfinale |  |  | Finale | Finale |
|  |               |               |         |       |            |            |  |  |        |        |
|  | Guatemala     | 0             |         |       |            |            |  |  |        |        |
|  | Jamaika       | 1             |         |       |            |            |  |  |        |        |
|  | Jamaika       | 1             | Jamaika | 0     |            |            |  |  |        |        |
|  |               |               | Jamaika | 0     |            |            |  |  |        |        |
|  |               | Mexiko        | 3       |       |            |            |  |  |        |        |
|  | Mexiko        | Mexiko        | 3       | 2     |            |            |  |  |        |        |
|  | Mexiko        |               |         | 2     |            |            |  |  |        |        |
|  | Costa Rica    | 0             |         |       |            |            |  |  |        |        |
|  |               |               | Mexiko  | 1     |            |            |  |  |        |        |
|  |               | Panama        | 0       |       |            |            |  |  |        |        |
|  | USA           | 02 (3)1       |         |       |            |            |  |  |        |        |
|  | Kanada        | 2 (2)         |         |       |            |            |  |  |        |        |
|  | Kanada        | 2 (2)         | USA     | 1 (4) |            |            |  |  |        |        |
|  |               |               | USA     | 1 (4) |            |            |  |  |        |        |
|  |               | Panama        | 01 (5)1 |       |            |            |  |  |        |        |
|  | Panama        | Panama        | 01 (5)1 | 4     |            |            |  |  |        |        |
|  | Panama        |               |         | 4     |            |            |  |  |        |        |
|  | Katar         | 0             |         |       |            |            |  |  |        |        |

1 Sieg im Elfmeterschießen

## Viertelfinale

### Panama – Katar 4:0 (1:0)
| Panama                                                                           | Panama | Katar | Katar |
| -------------------------------------------------------------------------------- | --- | --- | ----- |
| Panama                                                                           | \| 1. Viertelfinale \| \| 8. Juli 2023 um 18:00 Uhr (9. Juli um 1:00 Uhr MESZ) in Arlington (AT&T Stadium) \| \| Zuschauer: 60.355 \| \| Schiedsrichter: César Arturo Ramos ( Mexiko) \| \| Spielbericht \| | \| 1. Viertelfinale \| \| 8. Juli 2023 um 18:00 Uhr (9. Juli um 1:00 Uhr MESZ) in Arlington (AT&T Stadium) \| \| Zuschauer: 60.355 \| \| Schiedsrichter: César Arturo Ramos ( Mexiko) \| \| Spielbericht \|                                                                                  | Katar |
| Panama                                                                           | Orlando Mosquera – Fidel Escobar, Hárold Cummings (85. Roderick Miller), Andrés Andrade – Edgar Bárcenas, Adalberto Carrasquilla (69. Cristian Martínez), Aníbal Godoy (82. Jovani Welch), Éric Davis, José Fajardo, Ismael Díaz (69. Cecilio Waterman) – Alberto Quintero (70. César Yanis) Cheftrainer: Thomas Christiansen ( Dänemark) | Salah Zakaria – Bassam al-Rawi, Ahmed Suhail, Yousef Ayman, Homam Ahmed – Assim Madibo (66. Jassem Gaber), Musab Kheder, Ali Assadalla (66. Abdullah Marafee), Mostafa Meshaal, Hazem Shehata (46. Mahdi Salem) – Almoez Abdulla (82. Khalid Mazeed) Cheftrainer: Carlos Queiroz ( Portugal) | Katar |
| Panama                                                                           | 1:0 Bárcenas (19.) 2:0 Díaz (56.) 3:0 Díaz (63.) 4:0 Díaz (65.) | | Katar |
| Panama                                                                           | Spieler des Spiels: Ismael Díaz (Panama) | | Katar |
| 1. Viertelfinale                                                                 | | |       |
| 8. Juli 2023 um 18:00 Uhr (9. Juli um 1:00 Uhr MESZ) in Arlington (AT&T Stadium) | | |       |
| Zuschauer: 60.355                                                                | | |       |
| Schiedsrichter: César Arturo Ramos ( Mexiko)                                     | | |       |
| Spielbericht                                                                     | | |       |

### Mexiko – Costa Rica 2:0 (0:0)
| Mexiko                                                                           | Mexiko | Costa Rica | Costa Rica |
| -------------------------------------------------------------------------------- | --- | --- | ---------- |
| Mexiko                                                                           | \| 2. Viertelfinale \| \| 8. Juli 2023 um 20:30 Uhr (9. Juli um 3:30 Uhr MESZ) in Arlington (AT&T Stadium) \| \| Zuschauer: 60.355 \| \| Schiedsrichter: Said Martínez ( Honduras) \| \| Spielbericht \|                                                                                                | \| 2. Viertelfinale \| \| 8. Juli 2023 um 20:30 Uhr (9. Juli um 3:30 Uhr MESZ) in Arlington (AT&T Stadium) \| \| Zuschauer: 60.355 \| \| Schiedsrichter: Said Martínez ( Honduras) \| \| Spielbericht \| | Costa Rica |
| Mexiko                                                                           | Guillermo Ochoa – Jorge Sánchez (84. Julián Araujo), César Montes, Johan Vásquez, Jesús Gallardo – Edson Álvarez (90.+1' Israel Reyes), Uriel Antuna, Luis Romo, Luis Chávez (70. Érick Sánchez), Orbelín Pineda (84. Roberto Alvarado) – Henry Martín (70. Santiago Giménez) Cheftrainer: Jaime Lozano | Kevin Chamorro – Jefry Valverde, Kendall Waston, Juan Pablo Vargas, Francisco Calvo (82. Warren Madrigal) – Celso Borges , Wílmer Azofeifa (63. Aarón Suárez), Joel Campbell, Josimar Alcócer (82. Suhander Zúñiga), Cristopher Núñez (83. Pablo Arboine) – Anthony Contreras Cheftrainer: Luis Fernando Suárez ( Kolumbien) | Costa Rica |
| Mexiko                                                                           | 1:0 Pineda (52., Foulelfmeter) 2:0 É. Sánchez (87.) | | Costa Rica |
| Mexiko                                                                           | Álvarez (55.) | Azofeifa (12.), Borges (68.), Calvo (87.) | Costa Rica |
| Mexiko                                                                           | Spieler des Spiels: Orbelín Pineda (Mexiko) | | Costa Rica |
| 2. Viertelfinale                                                                 | | |            |
| 8. Juli 2023 um 20:30 Uhr (9. Juli um 3:30 Uhr MESZ) in Arlington (AT&T Stadium) | | |            |
| Zuschauer: 60.355                                                                | | |            |
| Schiedsrichter: Said Martínez ( Honduras)                                        | | |            |
| Spielbericht                                                                     | | |            |

### Guatemala – Jamaika 0:1 (0:0)
| Guatemala                                                              | Guatemala | Jamaika | Jamaika |
| ---------------------------------------------------------------------- | --- | --- | ------- |
| Guatemala                                                              | \| 3. Viertelfinale \| \| 9. Juli 2023 um 17:00 Uhr (23:00 Uhr MESZ) in Cincinnati (TQL Stadium) \| \| Zuschauer: 24.979 \| \| Schiedsrichter: Drew Fischer ( Kanada) \| \| Spielbericht \| | \| 3. Viertelfinale \| \| 9. Juli 2023 um 17:00 Uhr (23:00 Uhr MESZ) in Cincinnati (TQL Stadium) \| \| Zuschauer: 24.979 \| \| Schiedsrichter: Drew Fischer ( Kanada) \| \| Spielbericht \| | Jamaika |
| Guatemala                                                              | Nicholas Hagen – Aaron Herrera, José Carlos Pinto , Nicolás Samayoa, José Ardón – Óscar Castellanos, Marlon Sequen (64. Jorge Aparicio), Nathaniel Mendez-Laing (82. Darwin Lom), Pedro Altán (71. Alejandro Galindo), Carlos Mejía (82. Antonio López) – Rubio Rubin Cheftrainer: Luis Fernando Tena ( Mexiko) | Andre Blake – Javain Brown (64. Dexter Lembikisa), Damion Lowe, Di’Shon Bernard, Amari’i Bell – Bobby Decordova-Reid, Joel Latibeaudiere, Kevon Lambert (46. Daniel Johnson), Leon Bailey (86. Cory Burke) – Demarai Gray, Michail Antonio (78. Shamar Nicholson) Cheftrainer: Heimir Hallgrímsson ( Island) | Jamaika |
| Guatemala                                                              | 0:1 Bell (51.) | | Jamaika |
| Guatemala                                                              | Ardón (76.) | Bernard (31.), Lambert (45.+3'), Burke (90.+3') | Jamaika |
| Guatemala                                                              | Spieler des Spiels: Andre Blake (Jamaika) | | Jamaika |
| 3. Viertelfinale                                                       | | |         |
| 9. Juli 2023 um 17:00 Uhr (23:00 Uhr MESZ) in Cincinnati (TQL Stadium) | | |         |
| Zuschauer: 24.979                                                      | | |         |
| Schiedsrichter: Drew Fischer ( Kanada)                                 | | |         |
| Spielbericht                                                           | | |         |

### USA – Kanada 2:2 n.V. (1:1, 0:0), 3:2 i.E.
| USA                                                                               | USA | Kanada | Kanada |
| --------------------------------------------------------------------------------- | --- | --- | ------ |
| USA                                                                               | \| 4. Viertelfinale \| \| 9. Juli 2023 um 19:30 Uhr (10. Juli um 1:30 Uhr MESZ) in Cincinnati (TQL Stadium) \| \| Zuschauer: 24.979 \| \| Schiedsrichter: Marco Ortíz ( Mexiko) \| \| Spielbericht \| | \| 4. Viertelfinale \| \| 9. Juli 2023 um 19:30 Uhr (10. Juli um 1:30 Uhr MESZ) in Cincinnati (TQL Stadium) \| \| Zuschauer: 24.979 \| \| Schiedsrichter: Marco Ortíz ( Mexiko) \| \| Spielbericht \| | Kanada |
| USA                                                                               | Matt Turner – Bryan Reynolds (113. Cristian Roldan), Miles Robinson (91. Aaron Long), Jalen Neal (73. Matt Miazga), DeJuan Jones – Gianluca Busio, James Sands, Djordje Mihailovic (73. Brandon Vázquez) – Julian Gressel (91. Jordan Morris), Jesús Ferreira, Alejandro Zendejas (63. Cade Cowell) Cheftrainer: B. J. Callaghan | Dayne St. Clair – Zac McGraw (91. Scott Kennedy), Steven Vitória, Kamal Miller – Richie Laryea, Ali Ahmed (73. David Wotherspoon), Moïse Bombito (60. Liam Fraser), Jonathan Osorio, Liam Millar (86. Charles-Andreas Brym) – Junior Hoilett (86. Jacob Shaffelburg), Lucas Cavallini (72. Jacen Russell-Rowe) Cheftrainer: John Herdman ( England) | Kanada |
| USA                                                                               | 1:0 Vázquez (88.) 2:2 Kennedy (114., Eigentor) | 1:1 Vitória (90.+3', Handelfmeter) 1:2 Shaffelburg (109.) | Kanada |
| USA                                                                               | Elfmeterschießen | | Kanada |
| USA                                                                               | Vázquez schießt über das Tor 1:0 Cowell 2:1 Busio 3:2 Ferreira | Turner hält gegen Vitória Turner hält gegen Fraser 1:1 Miller 2:2 Russell-Rowe Brym schießt gegen die Latte | Kanada |
| USA                                                                               | Cowell (96.), Miazga (120.+1') | Cavallini (42.), McGraw (56.), Miller (57.), Osorio (62.) | Kanada |
| USA                                                                               | Spieler des Spiels: Matt Turner (USA) | | Kanada |
| 4. Viertelfinale                                                                  | | |        |
| 9. Juli 2023 um 19:30 Uhr (10. Juli um 1:30 Uhr MESZ) in Cincinnati (TQL Stadium) | | |        |
| Zuschauer: 24.979                                                                 | | |        |
| Schiedsrichter: Marco Ortíz ( Mexiko)                                             | | |        |
| Spielbericht                                                                      | | |        |

## Halbfinale

### USA – Panama 1:1 n.V. (0:0), 4:5 i.E.
| USA                                                                                      | USA | Panama | Panama |
| ---------------------------------------------------------------------------------------- | --- | --- | ------ |
| USA                                                                                      | \| 2. Halbfinale \| \| 12. Juli 2023 um 16:30 Uhr (13. Juli um 1:30 Uhr MESZ) in San Diego (Snapdragon Stadium) \| \| Zuschauer: 32.690 \| \| Schiedsrichter: Walter López ( Guatemala) \| \| Spielbericht \| | \| 2. Halbfinale \| \| 12. Juli 2023 um 16:30 Uhr (13. Juli um 1:30 Uhr MESZ) in San Diego (Snapdragon Stadium) \| \| Zuschauer: 32.690 \| \| Schiedsrichter: Walter López ( Guatemala) \| \| Spielbericht \| | Panama |
| USA                                                                                      | Matt Turner – Bryan Reynolds (63. DeAndre Yedlin), Miles Robinson, Aaron Long (73. Matt Miazga), DeJuan Jones (104. John Tolkin) – Gianluca Busio (104. Julian Gressel), James Sands, Djordje Mihailovic – Jesús Ferreira, Brandon Vázquez (74. Jordan Morris), Cade Cowell (63. Cristian Roldan) Cheftrainer: B. J. Callaghan | Orlando Mosquera – Fidel Escobar, Hárold Cummings, Andrés Andrade – Edgar Bárcenas, Adalberto Carrasquilla, Aníbal Godoy (102. Jovani Welch), Éric Davis (90.+1' Iván Anderson), José Fajardo (79. Cristian Martínez), Ismael Díaz – Alberto Quintero (79. Cecilio Waterman) Cheftrainer: Thomas Christiansen ( Dänemark) | Panama |
| USA                                                                                      | 1:1 Ferreira (105.) | 0:1 Anderson (99.) | Panama |
| USA                                                                                      | Elfmeterschießen | | Panama |
| USA                                                                                      | Mosquera hält gegen Ferreira 1:1 Mihailovic 2:2 Morris 3:2 Gressel 4:3 Miazga Mosquera hält gegen Roldan | 0:1 Escobar 1:2 Díaz Turner hält gegen Martínez 3:3 Bárcenas 4:4 Waterman 4:5 Carrasquilla | Panama |
| USA                                                                                      | Robinson (86.) | Godoy (101.) | Panama |
| USA                                                                                      | Spieler des Spiels: Adalberto Carrasquilla (Panama) | | Panama |
| 2. Halbfinale                                                                            | | |        |
| 12. Juli 2023 um 16:30 Uhr (13. Juli um 1:30 Uhr MESZ) in San Diego (Snapdragon Stadium) | | |        |
| Zuschauer: 32.690                                                                        | | |        |
| Schiedsrichter: Walter López ( Guatemala)                                                | | |        |
| Spielbericht                                                                             | | |        |

### Jamaika – Mexiko 0:3 (0:2)
| Jamaika                                                                                | Jamaika | Mexiko | Mexiko |
| -------------------------------------------------------------------------------------- | --- | --- | ------ |
| Jamaika                                                                                | \| 1. Halbfinale \| \| 12. Juli 2023 um 19:00 Uhr (13. Juli um 4:00 Uhr MESZ) in Paradise (Allegiant Stadium) \| \| Zuschauer: 29.886 \| \| Schiedsrichter: Mario Escobar ( Guatemala) \| \| Spielbericht \| | \| 1. Halbfinale \| \| 12. Juli 2023 um 19:00 Uhr (13. Juli um 4:00 Uhr MESZ) in Paradise (Allegiant Stadium) \| \| Zuschauer: 29.886 \| \| Schiedsrichter: Mario Escobar ( Guatemala) \| \| Spielbericht \|                                                                                            | Mexiko |
| Jamaika                                                                                | Andre Blake – Javain Brown (51. Dexter Lembikisa), Damion Lowe, Di’Shon Bernard, Amari’i Bell – Bobby Decordova-Reid, Joel Latibeaudiere (84. Daniel Johnson), Kevon Lambert (46. Shamar Nicholson), Leon Bailey – Demarai Gray, Michail Antonio (84. Dujuan Richards) Cheftrainer: Heimir Hallgrímsson ( Island) | Guillermo Ochoa – Jorge Sánchez, César Montes, Johan Vásquez, Jesús Gallardo – Uriel Antuna (72. Roberto Alvarado), Luis Chávez (72. Edson Álvarez), Luis Romo, Orbelín Pineda (87. Diego Lainez) – Érick Sánchez (63. Carlos Rodríguez), Henry Martín (63. Santiago Giménez) Cheftrainer: Jaime Lozano | Mexiko |
| Jamaika                                                                                | 0:1 Martín (2.) 0:2 Chávez (30.) 0:3 Alvarado (90.+3') | | Mexiko |
| Jamaika                                                                                | Lowe (29.), Lambert (39.), Bernard (54.) | Antuna (61.), Álvarez (90.) | Mexiko |
| Jamaika                                                                                | Spieler des Spiels: Luis Chávez (Mexiko) | | Mexiko |
| 1. Halbfinale                                                                          | | |        |
| 12. Juli 2023 um 19:00 Uhr (13. Juli um 4:00 Uhr MESZ) in Paradise (Allegiant Stadium) | | |        |
| Zuschauer: 29.886                                                                      | | |        |
| Schiedsrichter: Mario Escobar ( Guatemala)                                             | | |        |
| Spielbericht                                                                           | | |        |

## Finale

### Mexiko – Panama 1:0 (0:0)
| Mexiko                                                                             | Mexiko | Panama | Panama |
| ---------------------------------------------------------------------------------- | --- | --- | ------ |
| Mexiko                                                                             | \| Finale \| \| 16. Juli 2023 um 16:30 Uhr (17. Juli um 1:30 Uhr MESZ) in Inglewood (SoFi Stadium) \| \| Zuschauer: 72.963 \| \| Schiedsrichter: Said Martínez ( Honduras) \| \| Spielbericht \|                                                                                    | \| Finale \| \| 16. Juli 2023 um 16:30 Uhr (17. Juli um 1:30 Uhr MESZ) in Inglewood (SoFi Stadium) \| \| Zuschauer: 72.963 \| \| Schiedsrichter: Said Martínez ( Honduras) \| \| Spielbericht \| | Panama |
| Mexiko                                                                             | Guillermo Ochoa – Jorge Sánchez, César Montes, Johan Vásquez, Jesús Gallardo – Luis Romo, Edson Álvarez, Luis Chávez (75. Érick Sánchez) – Uriel Antuna (75. Roberto Alvarado), Henry Martín (85. Santiago Giménez), Orbelín Pineda (90.+2' Israel Reyes) Cheftrainer: Jaime Lozano | Orlando Mosquera – Fidel Escobar, Hárold Cummings (90.+1' Azarías Londoño), Andrés Andrade – Edgar Bárcenas, Adalberto Carrasquilla, Aníbal Godoy , Éric Davis (62. Iván Anderson), José Fajardo, Ismael Díaz – Alberto Quintero (61. Cecilio Waterman) Cheftrainer: Thomas Christiansen ( Dänemark) | Panama |
| Mexiko                                                                             | 1:0 Giménez (88.) | | Panama |
| Mexiko                                                                             | Vásquez (11.), Montes (45.+3'), Gallardo (54.), Álvarez (60.) | Cummings (21.), Christiansen (26.), Carrasquilla (55.), Godoy (64.), Mosquera (90.+6') | Panama |
| Mexiko                                                                             | Spieler des Spiels: Santiago Giménez (Mexiko) | | Panama |
| Finale                                                                             | | |        |
| 16. Juli 2023 um 16:30 Uhr (17. Juli um 1:30 Uhr MESZ) in Inglewood (SoFi Stadium) | | |        |
| Zuschauer: 72.963                                                                  | | |        |
| Schiedsrichter: Said Martínez ( Honduras)                                          | | |        |
| Spielbericht                                                                       | | |        |